# Sid Field
Sid Field (1 de abril de 1904 – 3 de febrero de 1950) fue un humorista inglés. 

## Biografía
Su verdadero nombre era Sidney Arthur Field, y nació en Ladywood, Birmingham, viviendo casi toda su infancia y criándose en Birmingham. Estudió en las escuelas de Conway Road, Stratford Road y Golden Hillock Road, además de la Escuela Sunday en la Iglesia Emmanuel Church de Walford Road. 
Field se interesó por el mundo del espectáculo desde su infancia, organizando pequeñas actuaciones con sus amigos. Además, fue músico callejero, actuando vestido como Charlie Chaplin para los espectadores que guardaban cola para entrar en el cine local. Sus primos, "The Workmans", actuaban en conciertos en la ciudad, debutando Field con ellos a los nueve años de edad cantando "What A Life".
Su primer compromiso profesional con "The Kino Royal Juveniles", llegó en julio de 1916, tras responder su madre a un anuncio en el Birmingham Mail. Más adelante trabajó como sustituto del ventrílocuo "Wee" Georgie Wood en una pantomima representada en Birmingham. Posteriormente actuó en el Bordesley Palace y el Mission Hall de Church Road.  
Field era inusual entre los humoristas de la época, pues sus números consistían en una multitud de personajes y de imitaciones, en una época en la que las actuaciones de vodevil eran mucho más limitadas en sus guiones. A pesar de su facilidad para la interpretación y la comedia, Field hubo de pasar décadas haciendo giras provincianas de music hall hasta conseguir su gran oportunidad y actuar en el ambiente teatral del West End londinense, convirtiéndose en una estrella de la noche a la mañana.
En Strike a New Note (1943), Strike it Again (1944) y Piccadilly Hayride (1946), consiguió unos éxitos rotundos. Un crítico comentaba que era el único comediante que había logrado que el público literalmente "se cayera de sus asientos a causa de la risa". Fue apreciado por sus números en los que utilizaba como temas el billar o el golf, trabajando junto al actor Jerry Desmonde, que interpretaba al compañero serio. 
El 5 de noviembre de 1945, Field actuó en la gala de la Royal Variety Performance, volviendo a hacerlo en 1946, con lo cual fue uno de los pocos artistas en participar en dos Royal Performance consecutivas. 18 meses más tarde, en 1948, Field encabezaba el cartel en el London Palladium reemplazando a Mickey Rooney.
Field tuvo un papel protagonista en el film That's the Ticket (1940), aunque London Town (1946) es a menudo referida erróneamente como su primera película. Field hizo otro film en 1947, The Cardboard Cavalier (en el papel de Sidcup Buttermeadow), junto a Margaret Lockwood. Sin embargo, el cine no era el medio más efectivo para Field, y sus películas no fueron éxitos comerciales o de crítica.
Su primer papel serio llegó en 1950 en la obra de Mary Chase Harvey, (como Elwood P. Dowd, papel interpretado en el cine en 1950 por James Stewart). El 3 de febrero de 1950, representándose todavía esta obra, Field falleció a causa de un infarto agudo de miocardio en su domicilio en Richmond. Tenía 45 años de edad.
A finales de ese mes se celebró un funeral en el templo de St Martin-in-the-Fields, en Londres, con lecturas llevadas a cabo por Laurence Olivier y Ted Ray. 
Quizás a causa de la falta de material grabado, en la actualidad Field está muy olvidado. Sin embargo, inspiró a una generación de comediantes y fue pionero como actor de carácter en la comedia. Fue citado como cómico favorito por Cary Grant, Dwight D. Eisenhower, Bing Crosby, Danny Kaye, Laurence Olivier, Tony Hancock, Eric Morecambe, Eric Sykes, Frankie Howerd y Tommy Cooper, entre muchos otros, y fue descrito por Bob Hope como "probablemente el mejor humorista de todos ellos".